# Rue Chanzy (Reims)
Pour les articles homonymes, voir Rue Chanzy.
La rue Chanzy est une voie de la commune française de Reims, située dans le département de la Marne (département), en région Grand Est. Elle est une partie constitutive de la « Voie des Sacres ».

## Situation et accès
Débutant au croisement de la rue de Talleyrand et de la rue de Vesle ; elle aboutit rue Gambetta.
La rue Chanzy est une partie de la « Voie des Sacres » qui était le parcours emprunté par les futurs Rois de France pour aller se faire couronner à la cathédrale de Reims. Cette voie et la rue Gambetta sont équipées en lampadaires bleutés pour jalonner le chemin à parcourir entre la basilique Saint-Remi de Reims et la cathédrale Notre-Dame de Reims.
La voie est à sens unique avec un couloir de bus à contre sens.

## Origine du nom
Elle porte le nom du général français Alfred Chanzy (1823-1883).

## Historique
Après avoir porté le nom de « rue du Bourg-Saint-Denis », « rue du comte d'Artois » et « rue Saint-Denis », elle prend sa dénomination actuelle en 1884.
Le journal Le Petit Champenois avait sa direction au 41 de la rue à partir de 1886.

### Dégâts de la Grande Guerre

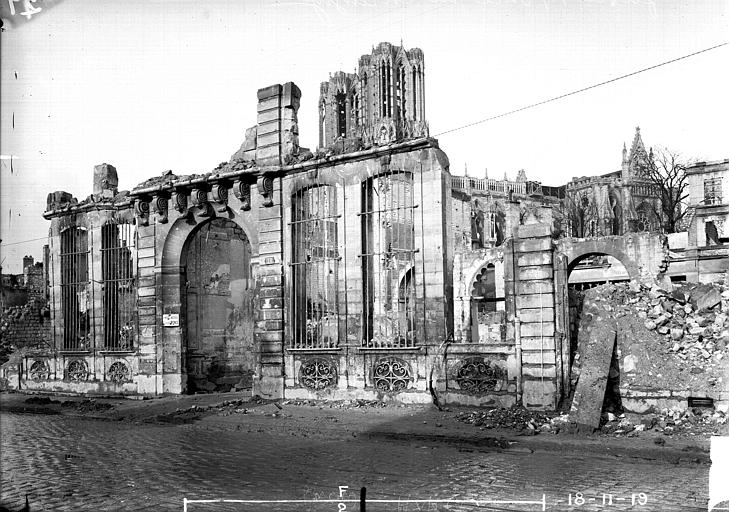
L'hôtel Courtagno, disparu.
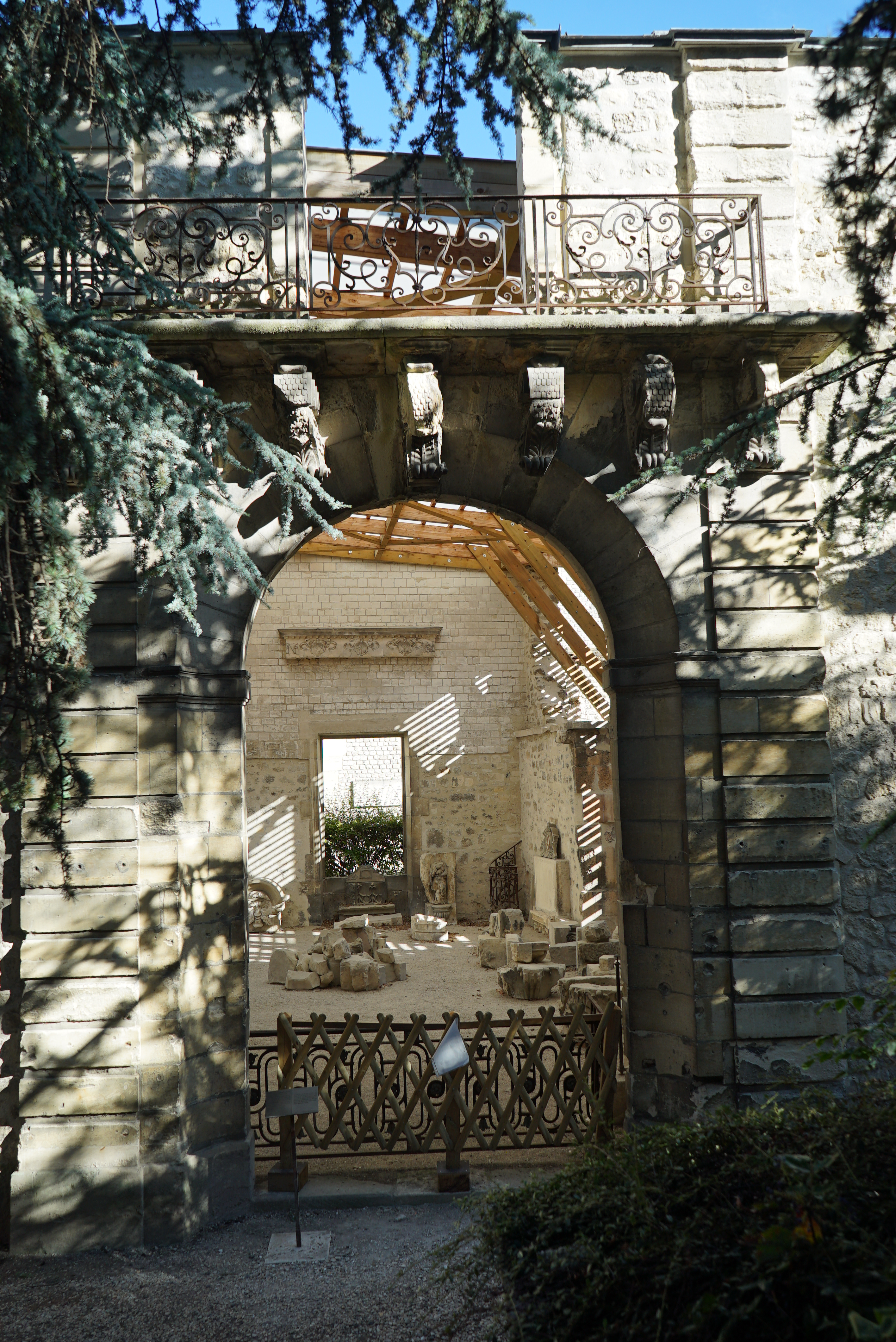
Sa façade conservée au musée Le Vergeur.
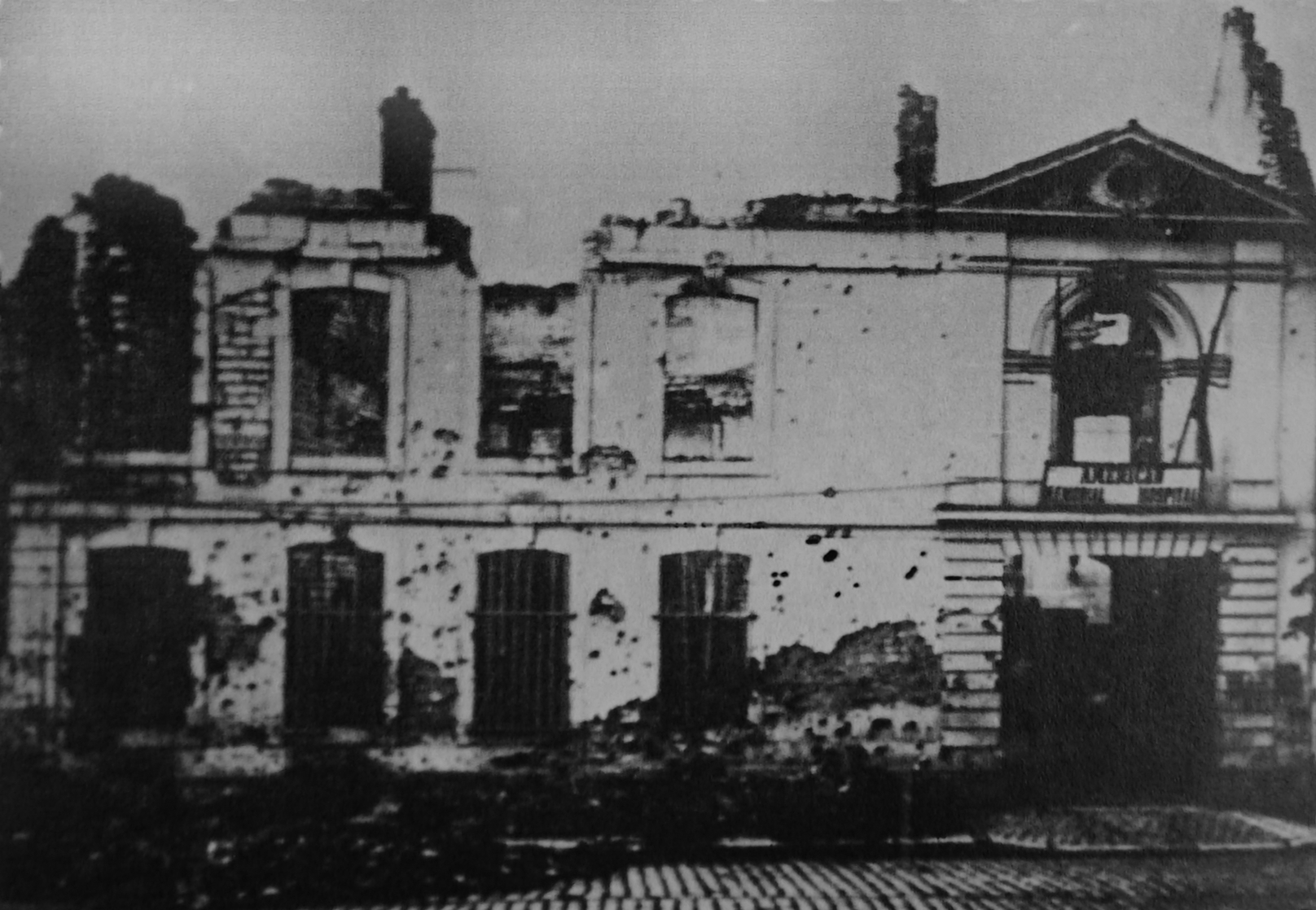
L'ancien hôpital st-Marcoul.

## Bâtiments remarquables et lieux de mémoire
- Au n°3 : L'opéra ;
- Au n°8 : Le Musée des beaux-arts de Reims ;
- Au n°13 : ancienne caserne des pompiers de la ville de Reims du centre-ville, de style art déco, dite caserne Chanzy de l’architecte rémois Maille, inaugurée en 1926, et transformée en hôtel ;
- Au n°35-37 : maison des Sculpteurs à l’architecture d’inspiration classique. Elle est reprise comme éléments de patrimoine d’intérêt local[1].
- Au n°38 : Petite maison de ville bourgeoise en pierre et brique blanche. Elle est reprise comme éléments de patrimoine d’intérêt local[2].
- Au n°55 : ancienne École Blot
- Au n°81 : surnom, la maison des magiciens. Le cadran solaire au dernier étage a perdu sa baguette de magicien et les repères ;
- Au n°86 : La chapelle de l'Ancien hôpital Saint-Marcoul dans la cour de la Maîtrise de la cathédrale.
- Place des Loges-Coquault : la Pierre d'heures.

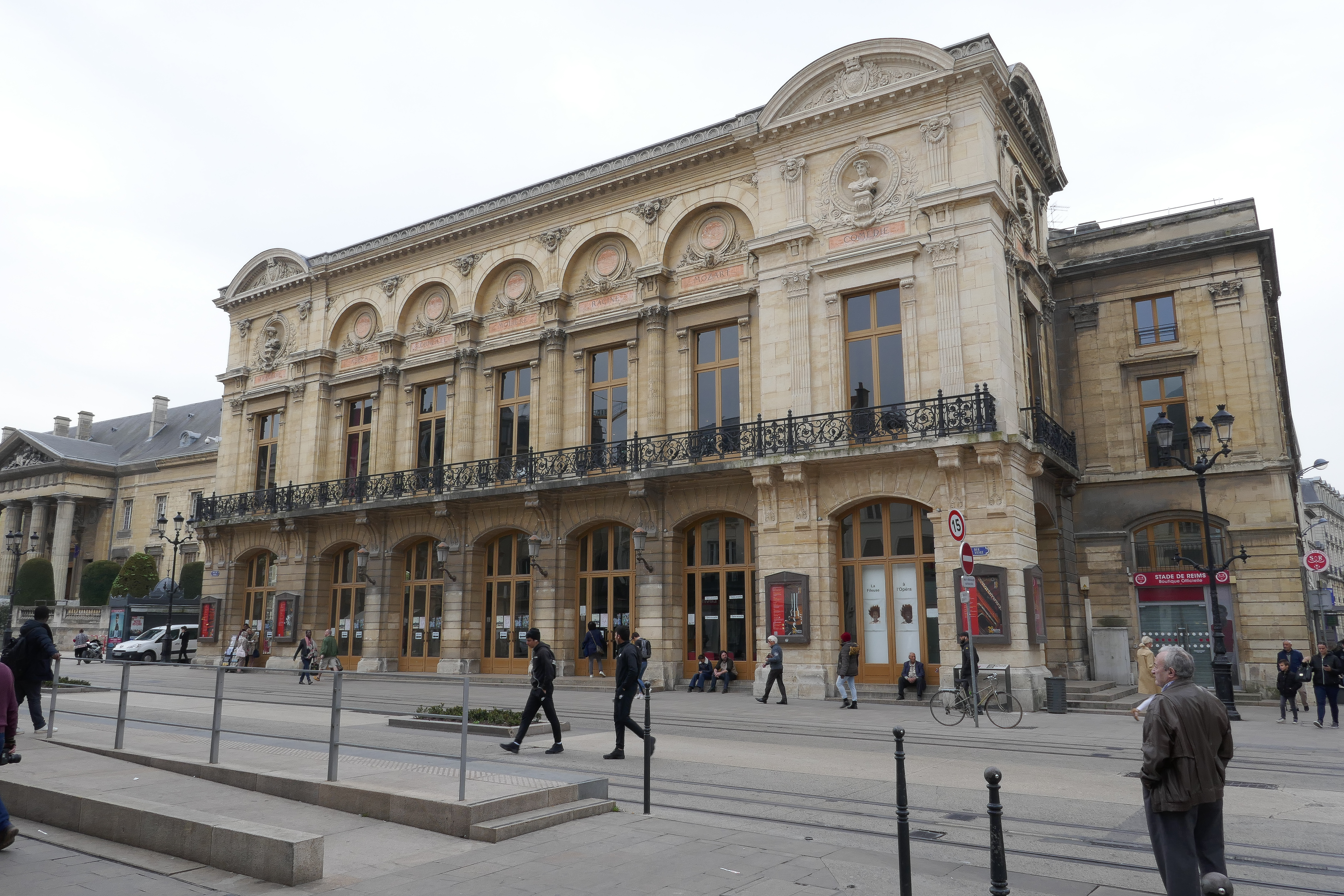
Au 3 Opéra de Reims.
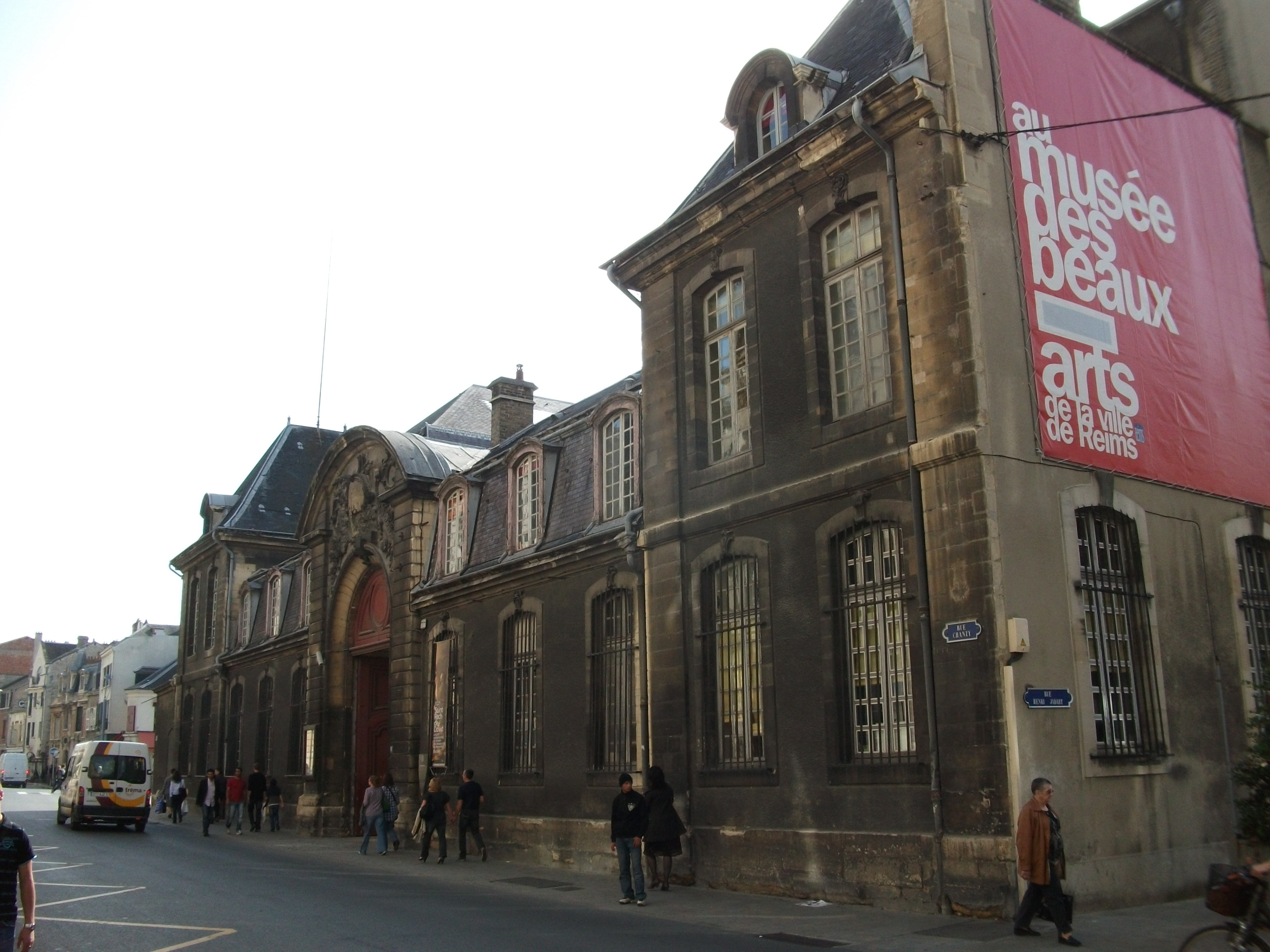
Au 8 Musée des beaux-arts de Reims.
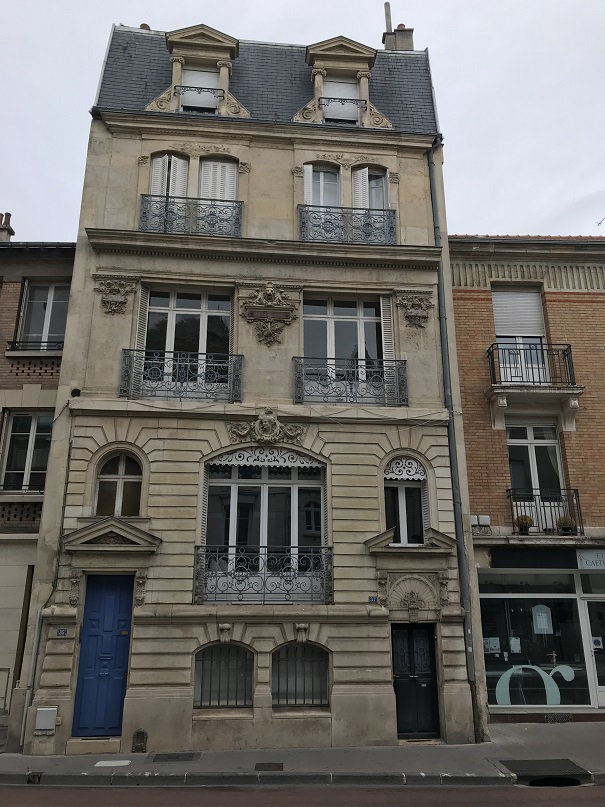
35-37 Rue de Chanzy.
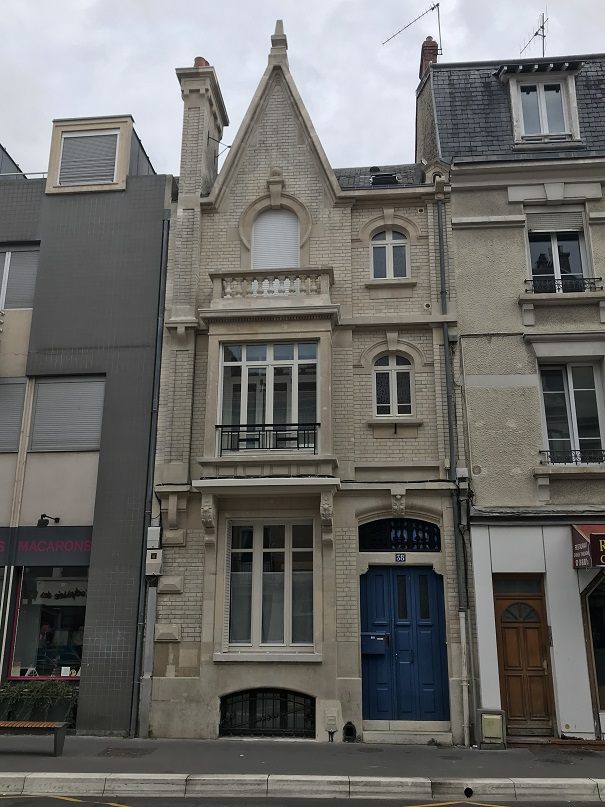
maison 38 Rue Chanzy (Reims).
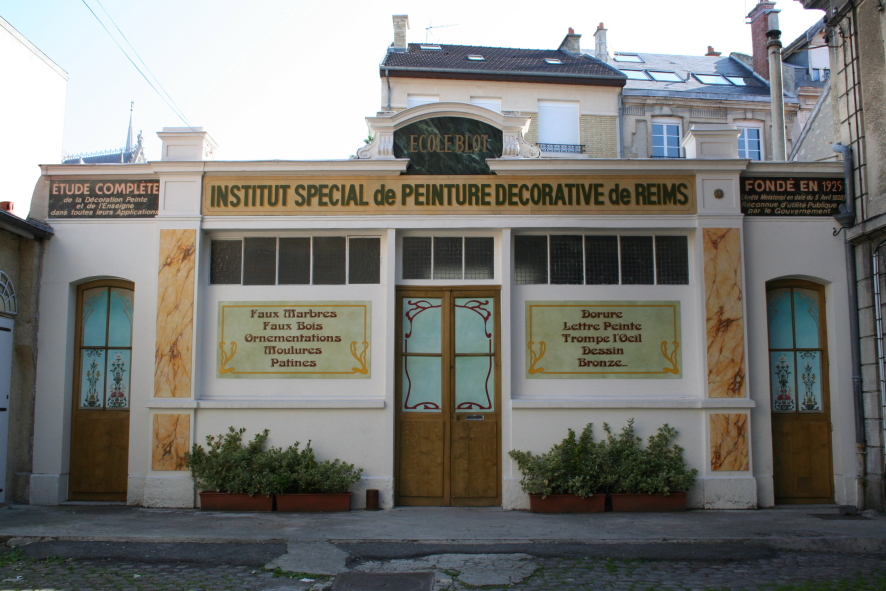
Au 55 Ancienne école Blot
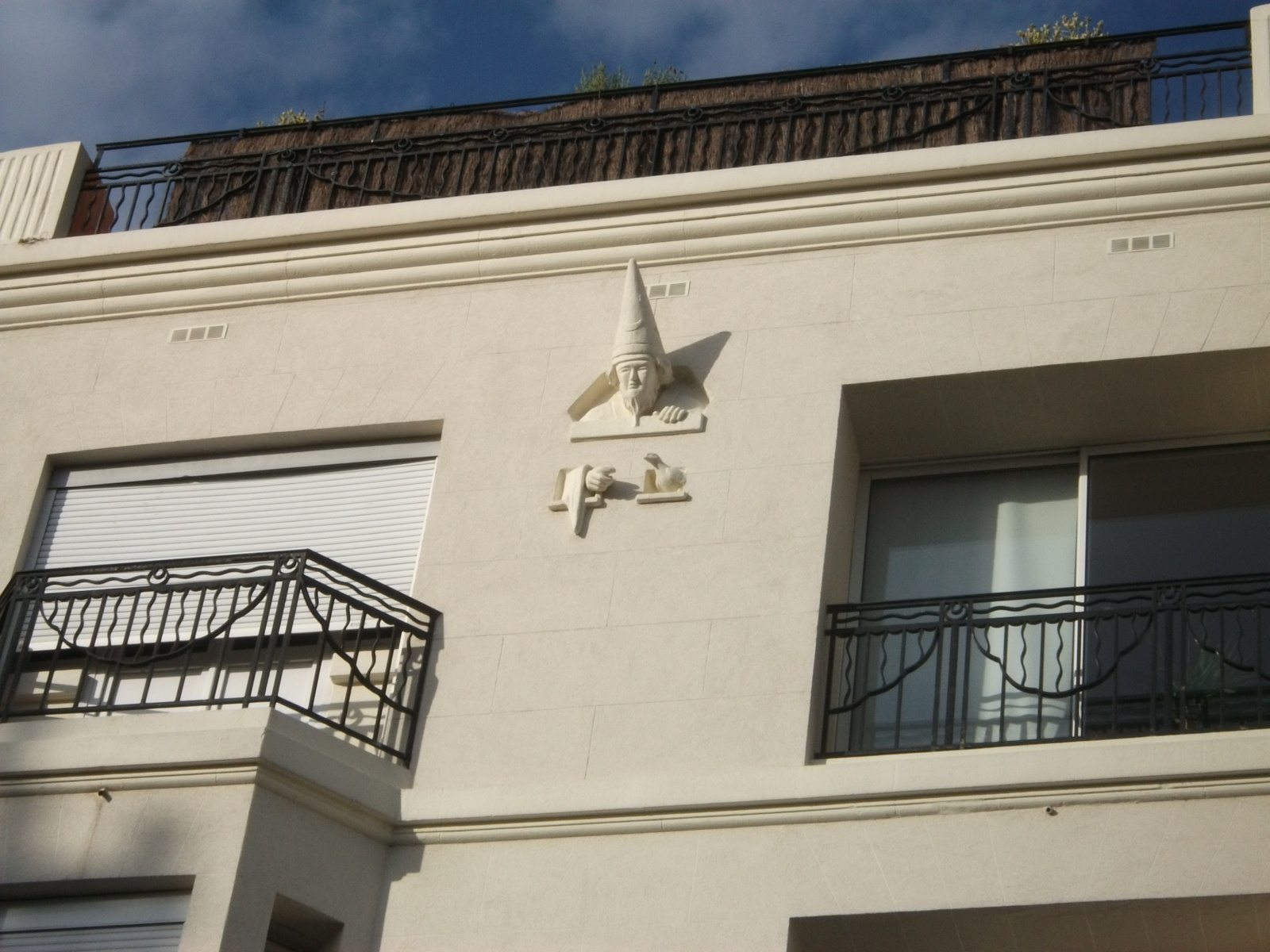
Au 81 cadran solaire.